# Sint-Willibrorduskerk (Heusden)

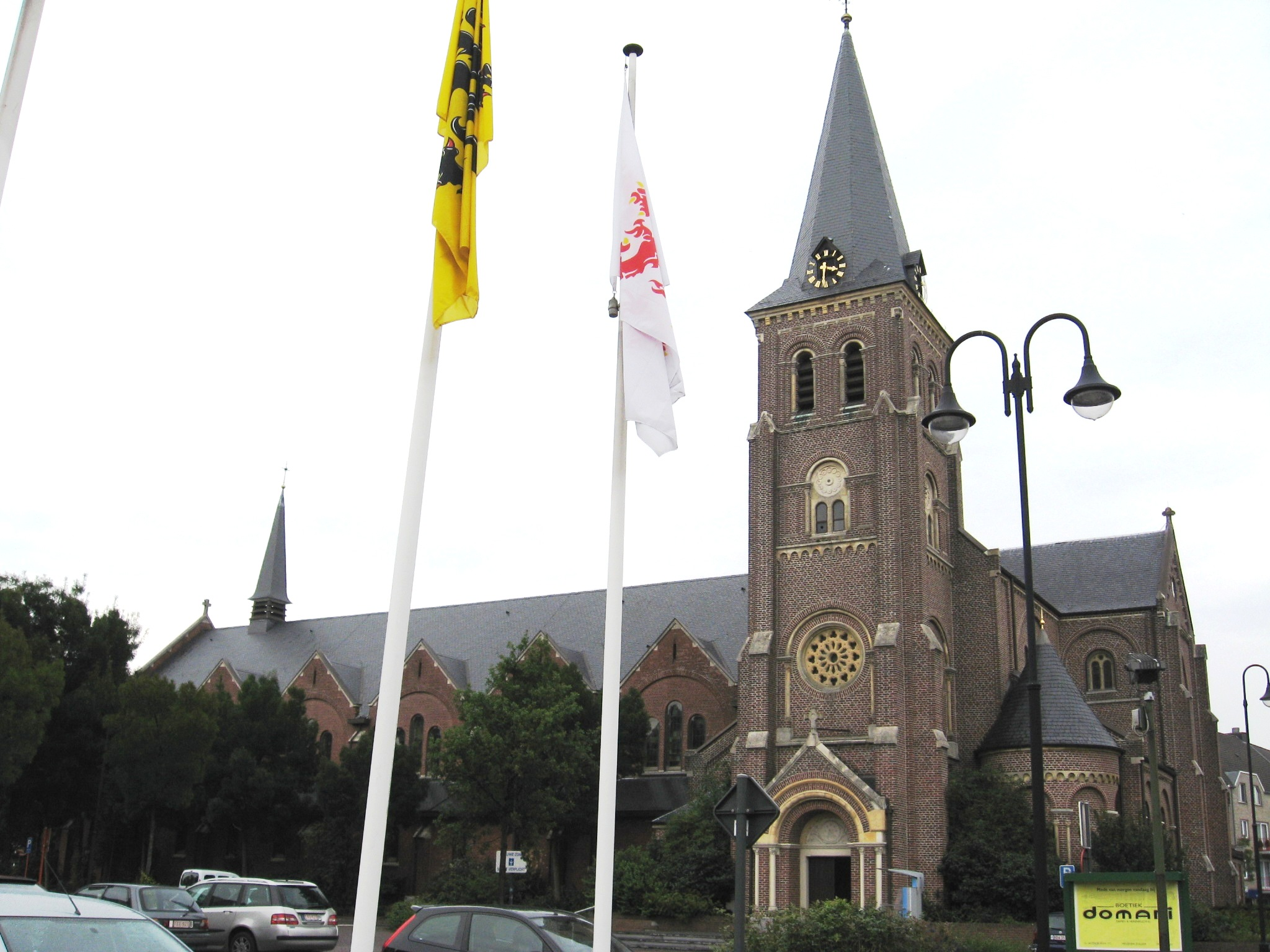
De Sint-Willibrorduskerk

De Sint-Willibrorduskerk is de parochiekerk van Heusden in de Belgische provincie Limburg, gelegen aan het Sint-Willibrordusplein 2.

## Gebouw
Heusden had reeds vóór 1400 een kapel die afhankelijk was van de parochie van Beringen en later zelfstandig werd. De toenmalige kerk werd te klein en in 1874 begon de bouw van een nieuwe kerk in neoromaanse stijl, welke in 1877 werd ingewijd. Dit was een bakstenen kruisbasiliek. Architect was F. Stappers.
Omstreeks 1956 werd de kerk aanmerkelijk vergroot. Dit geschiedde door Robert J. Vandendael en Frans Vandendael. Hierbij werd de noordelijke transeptarm verlengd en dit werd de nieuwe kerk, waarvan de as dus haaks op die van de oude kerk werd geplaatst. De oude kerk doet sindsdien dienst als rouwkapel. De vierkante westtoren (van de oude kerk) wordt geflankeerd door een ronde zijkapel. De nieuwe kerk is opgetrokken in een moderne, meer gestileerde, vorm van neoromaanse stijl.

## Kerkmeubilair
In 1975 werd een muurschildering van het Laatste Avondmaal aangebracht, door Rik Verhelst. Een beeld van Johannes de Doper staat in een 17e-eeuwse nis, er is een gepolychromeerd houten afbeelding van Onze-Lieve-Vrouw van Smarten en er zijn tal van 19e-eeuwse kunstwerken en andere voorwerpen, zoals tal van heiligenbeelden, processievaandels, een houtsnijwerk voorstellende de Graflegging van Christus. In de weekkapel vindt men een gepolychromeerd houten 15e-eeuwse Sint-Anna ten Drieën, toegeschreven aan de Mechelse School.